# Alexandre Dorta
Alexandre Dorta Donizeti (* 8. April 1975) ist ein ehemaliger brasilianischer Fußballspieler.

## Karriere
Dorta spielte in seiner Heimat für diverse Verein. Zur Saison 2006/07 wechselte er vom Ituano FC zum österreichischen Bundesligisten SCR Altach. Sein Debüt in der Bundesliga gab er im Juli 2006 gegen den FC Red Bull Salzburg. Für Altach kam er bis Saisonende zu 32 Einsätzen in der höchsten österreichischen Spielklasse, in denen er drei Tore erzielte. Zur Saison 2007/08 schloss er sich dem Regionalligisten Wiener Sportklub an. Zur Saison 2008/09 wechselte er innerhalb Wiens zum Ligakonkurrenten First Vienna FC. Für die Vienna kam er zu 24 Einsätzen in der Regionalliga Ost, ehe er mit dem Verein zu Saisonende in die zweite Liga aufstieg.
In der zweithöchsten Spielklasse absolvierte der Verteidiger 29 Partien für die Wiener. Nach der Saison 2009/10 wurde sein Vertrag nicht mehr verlängert und Dorta musste den Verein verlassen. Nach einem halben Jahr ohne Klub kehrte der Brasilianer im Januar 2011 nach Altach zurück, wo er sich den drittklassigen Amateuren anschloss. Für Altach II absolvierte er in eineinhalb Jahren 34 Partien in der Westliga. Nach der Saison 2011/12 verließ er die Altacher. Nach erneut einem Halbjahr ohne Klub wechselte er im Januar 2013 zum fünftklassigen Dornbirner SV. Für den DSV kam er noch zu 38 Einsätzen in der Landesliga, ehe er in der Winterpause 2014/15 seine Karriere als Aktiver beendete.

## Persönliches
Sein Sohn Felipe (* 1996) wurde ebenfalls Fußballspieler und war österreichischer Jugendnationalspieler. Nach dem Ende seiner Spielerkarriere gründete Alexandre gemeinsam mit Thiago de Lima Silva eine Spielerberater-Agentur, die primär brasilianische Spieler nach Österreich bringt und betreut.